# Johann Friedrich Jencke

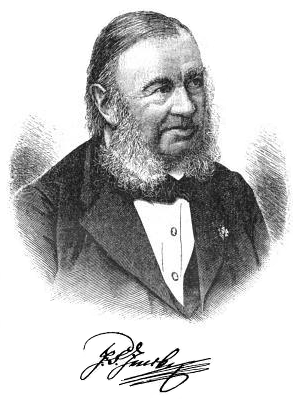
Johann Friedrich Jencke (1812–1893), Kupferstich mit Unterschriftsfaksimile

Freiherrlich von Fletchersches Lehrerseminar in Dresden, eröffnet 1825. Während Jencke noch im ersten Gebäude in der Freiberger Straße lernte, zeigt das Bild den bereits zweiten Neubau in der Marienallee

Johann Friedrich Jencke (* 27. Juni 1812 in Diehsa, Oberlausitz; † 4. August 1893 in Dresden) war Gründer und erster Direktor der Taubstummenschule in Dresden sowie königlich-sächsischer Hofrat.

## Familie
Jencke wurde als Sohn einfacher Bauern in einem Dorf in der sächsischen Oberlausitz geboren. 
Er heiratete 1839 in Dresden Marie Loewe (1817–1882) und hatte drei Söhne.

## Leben
1825 ging Jencke nach Dresden in ein Lehrerseminar. In der Nähe des Lehrerseminars wohnte ein taubstummer Junge, Moritz Großmann, der oft das Seminar besuchte. Da Jencke in seinem Heimatort von einer alten taubstummen Magd die Gebärdensprache erlernt hatte, kommunizierte er immer mehr mit ihm. Einfache Worte konnte er ihm beibringen. Als Direktor Zahn ihn fragte, ob er den Jungen richtig unterrichten wolle, sagte Jencke spontan zu. Einen Tag später – am 14. Oktober 1828 – stand für Jencke im Alter von 16 Jahren fest: „Ich will Taubstummenlehrer werden!“. 1830 ging er nach Berlin, um die Gebärdensprache vollends zu erlernen. Johann Friedrich Jencke wollte nach seiner Rückkehr nach Dresden eine eigene Taubstummenschule errichten. Er gründete diese im Jahr 1833 mit eigenen Mitteln, in dem er eine ehemalige Mühle in der Nähe des Lehrerseminars in der Freiberger Straße mietete. Er suchte Geldquellen, um die Schule zu unterhalten. Die Stadt Dresden spendete für die Einrichtung insgesamt 5626 Taler. Jencke ließ die Schule erweitern und seinen Bruder Gustav Jencke als zweiten Lehrer einstellen. 

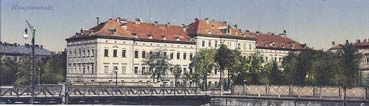
Taubstummen-Anstalten, Chemnitzer Straße.
1945 wurde die Schule bei den Luftangriffen am 13. Februar völlig zerstört.

1836 wurden in der Taubstummenschule an der Chemnitzer Straße 28 Schüler unterrichtet. Jencke erhielt von nun an von der sächsischen Regierung einen jährlichen Zuschuss von 4000 Talern. Die Zahl der Schüler in Jenckes Taubstummenschule wuchs. So entschloss er sich 1872 im Dresdner Stadtteil Plauen eine Filiale seiner Anstalt zu gründen. 1880 wurde das Schulgebäude erweitert, sodass dort 200 Schüler unterrichtet werden konnten. 1881 bekannte sich Jencke voll und ganz zu den Zielen von Samuel Heinicke (1727–1790), der die erste Taubstummenschule Deutschlands in Leipzig eröffnet hatte.

## Tod

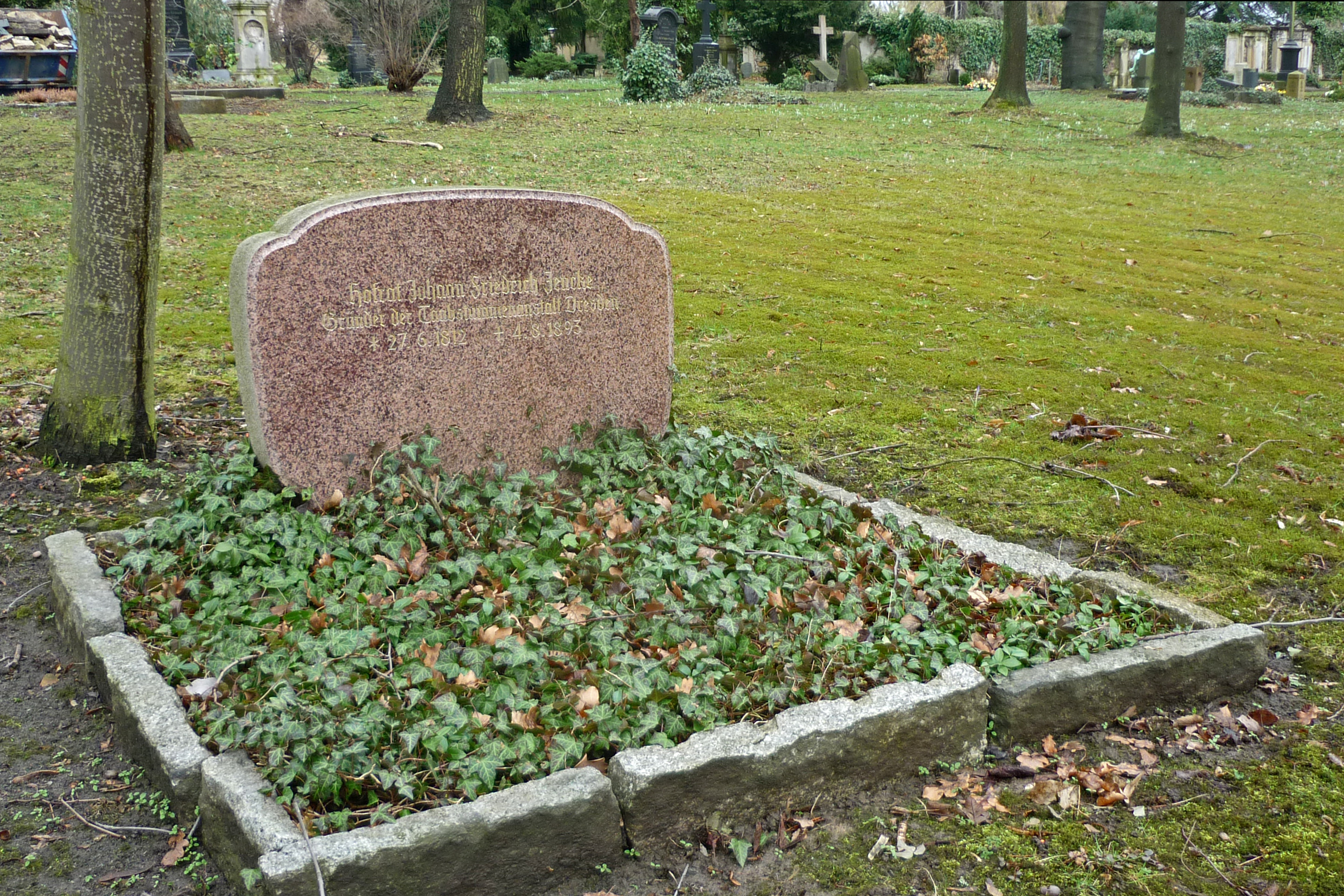
Grab von Johann Friedrich Jencke

Am 14. Oktober 1888 konnte Jencke sein 60-jähriges Dienstjubiläum begehen. Am 31. Oktober 1890 legte Jencke sein Amt als Direktor der Taubstummenschule nieder und ging in Rente. Johann Friedrich Jencke wohnte zuletzt in der Schweizer Straße 12. Am 4. August 1893 starb er ohne Anzeichen einer Krankheit. Er wurde auf dem Alten Annenfriedhof in der Chemnitzer Straße beerdigt.

## Die Gehörlosenschule nach seinem Tod

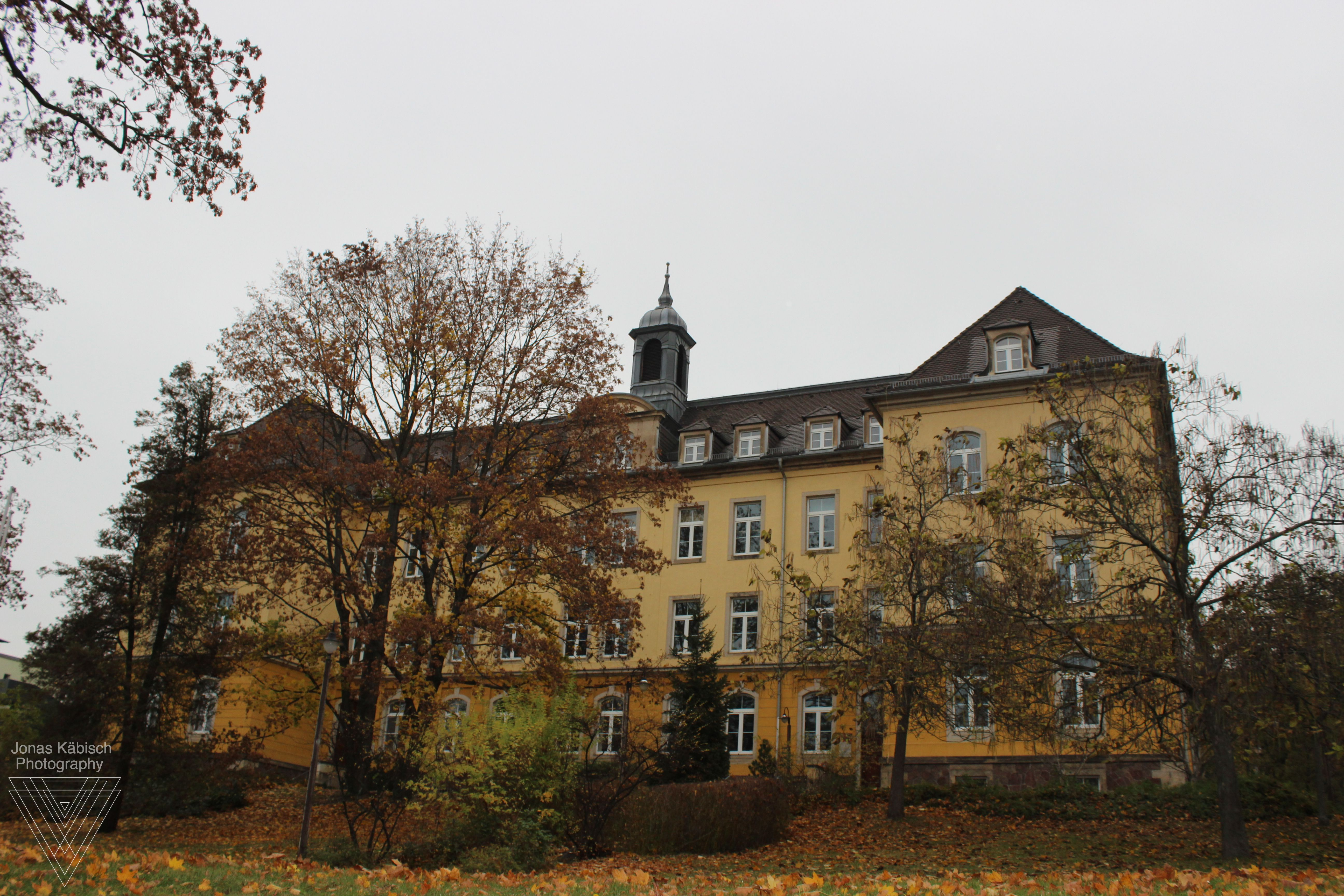
„Johann-Friedrich-Jencke-Schule“, Förderzentrum für Hörgeschädigte in der Maxim-Gorki-Straße in Trachenberge

Nach dem Tod Johann Friedrich Jenckes wurde die Taubstummenanstalt 1910 um eine Schwerhörigenschule erweitert. 1945 wurde die Schule bei den Luftangriffen am 13. Februar komplett zerstört. Die Schule wurde 1959 nach Trachenberge verlegt. Seit 1994 trägt die Schule den Namen ihres Gründers. Das heutige Förderzentrum Hörgeschädigtenschule „Johann-Friedrich-Jencke-Schule“ befindet sich in der Maxim-Gorki-Straße.